# Procesión del Domingo de Ramos en Elche

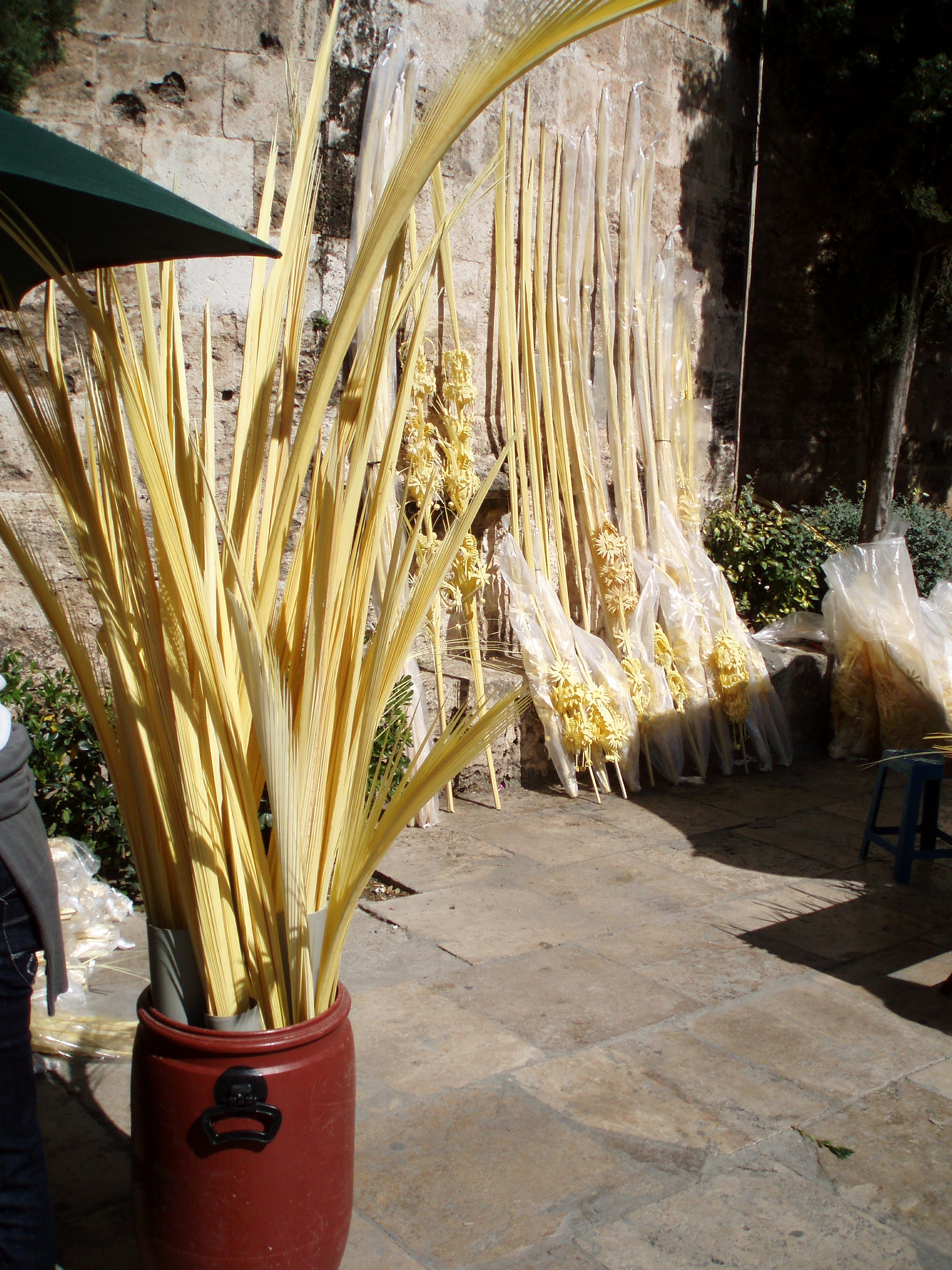
Palmas usadas en la procesión

Se denomina Procesión del Domingo de Ramos de Elche o Procesión de las Palmas a la celebración del primer día de la Semana Santa Ilicitana, Domingo de Ramos, en la ciudad española de Elche, declarada de Interés Turístico Internacional, en que se representa la entrada de Jesús triunfante en Jerusalén. 
En esta procesión, decenas de miles de ilicitanos recorren, acompañando al trono de Jesús Triunfante (pas de la burreta) las principales calles del centro de la ciudad, portando las palmas blancas elaboradas por familias artesanas de la ciudad y procedentes del Palmeral de Elche.

## Historia

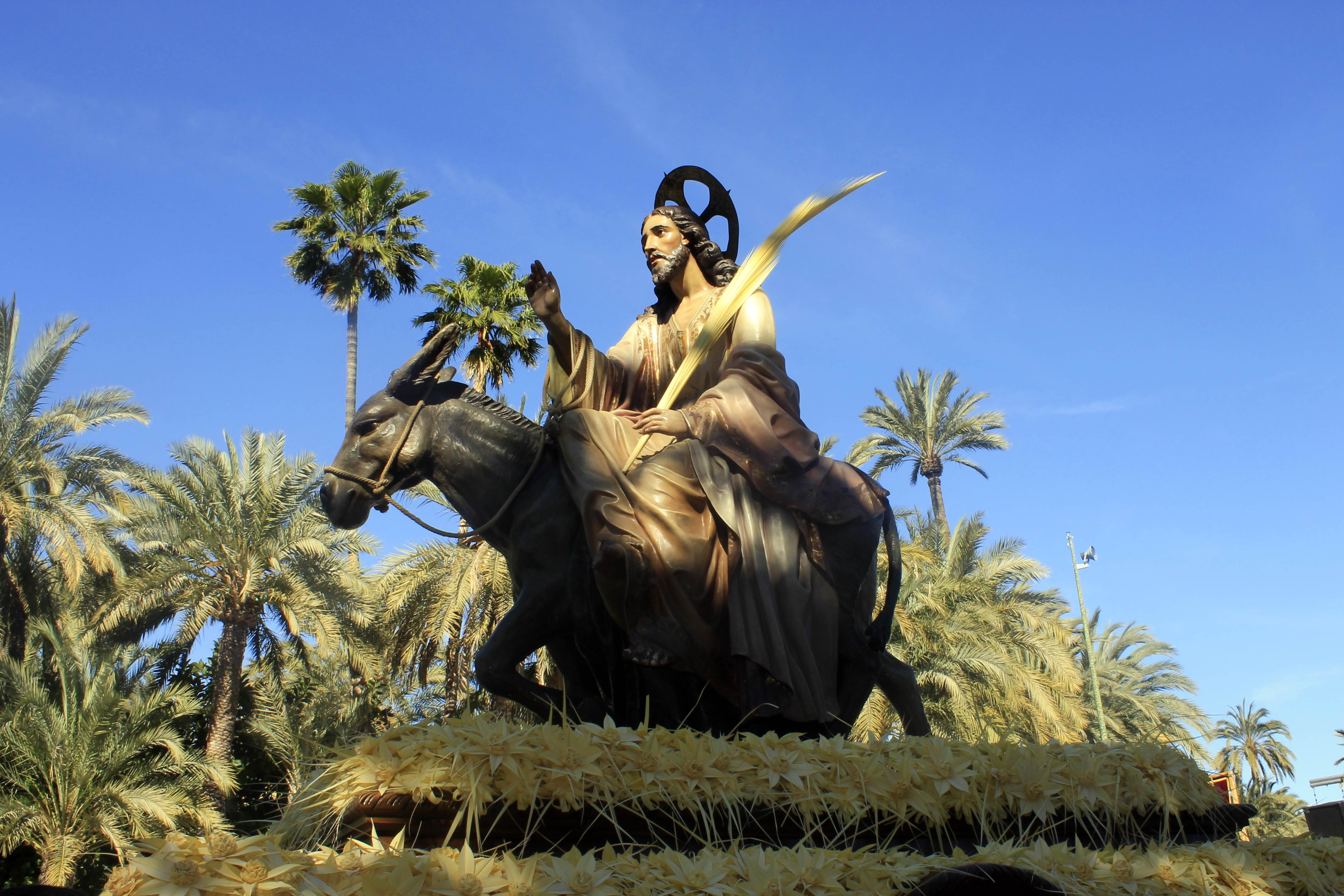
Imagen de Jesús Triunfante haciendo estación de penitencia en Elche el Domingo de Ramos

La primera noticia de esta celebración data de 1371, cuando el Consell de la Vila (Consejo Municipal) se une a la festividad repartiendo limosnas.
El comercio de la palma blanca ya estuvo recogido en una noticia de los libros de Cabildo de 1429.

## La cofradía
La cofradía fue reorganizada en 1941 por Vicente Serrano. Tanto el trono como los enseres eran sacados por los operarios de su fábrica. Más tarde se le cedió la cofradía a Roberto Casanova, hasta que se hizo cargo la Junta Mayor de Cofradías y Hermandades de Elche.

## El titular
Nuestro Señor Jesús Triunfante en su Entrada Triunfal en Jerusalén es obra del taller de arte religioso de Olot.
Representa el momento en el que Jesús entra triunfante a lomos de un pollino en Jerusalén.